# Eliason-Gletscher
Der Eliason-Gletscher ist ein 8 km langer Gletscher an der Nordenskjöld-Küste im Osten des Grahamlands auf der Antarktischen Halbinsel. Unmittelbar westlich des Mount Hornsby fließt er vom Detroit-Plateau in südlicher Richtung zum Vorlandgletscher im Norden des Larsen Inlet.
Der Falkland Islands Dependencies Survey nahm zwischen 1960 und 1961 Vermessungen vor. Das UK Antarctic Place-Names Committee benannte ihn nach dem 1942 in Schweden entwickelten, später im kanadischen Kitchener hergestellten und seit den 1960er Jahren in der Antarktis eingesetzten Motorschlitten der Marke Eliason.